# Johann Lepenant
Johann Théo Tom Lepenant (Granville, 22 oktober 2002) is een Frans voetballer die doorgaans speelt als middenvelder. In juli 2025 verruilde hij Olympique Lyon voor FC Nantes.

## Clubcarrière
Lepenant speelde vanaf zijn zevende levensjaar voor de opleiding van US Granville, waarna hij acht jaar later overstapte naar SM Caen. Bij deze club maakte hij zijn professionele debuut op 12 september 2020. Op die dag werd door doelpunten van Nicholas Gioacchini, Yacine Bammou en Jessy Deminguet met 0–3 gewonnen van Rodez. Lepenant moest van coach Pascal Dupraz op de reservebank beginnen en hij mocht in de blessuretijd invallen. Zijn eerste seizoen leverde negentien competitiewedstrijden op, de tweede vijfendertig.
Hierop werd de middenvelder voor een bedrag van ruim vier miljoen euro overgenomen door Olympique Lyon. Bij zijn nieuwe club zette hij zijn handtekening onder een verbintenis voor de duur van vijf seizoenen. Bij Lyon maakte hij zijn eerste professionele doelpunt, op 29 januari 2023. Op bezoek bij Ajaccio opende hij op aangeven van Bradley Barcola de score na twintig minuten spelen. Uiteindelijk werd het 0–2 door een doelpunt van Alexandre Lacazette.
Medio 2024 werd Lepenant voor een jaar verhuurd aan FC Nantes. Tijdens deze verhuurperiode had de middenvelder grotendeels een basisplaats en na afloop hiervan werd hij voor ongeveer tweeënhalf miljoen euro definitief overgenomen. Lepenant tekende voor vier jaar bij Nantes.

## Clubstatistieken
| Seizoen | Club           | Competitie | Competitie | Competitie | Beker | Beker | Internationaal | Internationaal | Totaal | Totaal |
| Seizoen | Club           | Competitie | Wed.       | Dlp.       | Wed.  | Dlp.  | Wed.           | Dlp.           | Wed.   | Dlp.   |
| ------- | -------------- | ---------- | ---------- | ---------- | ----- | ----- | -------------- | -------------- | ------ | ------ |
| 2020/21 | SM Caen        | Ligue 2    | 19         | 0          | 2     | 0     | —              | —              | 21     | 0      |
| 2021/22 | SM Caen        | Ligue 2    | 35         | 0          | 0     | 0     | —              | —              | 35     | 0      |
| 2022/23 | Olympique Lyon | Ligue 1    | 30         | 1          | 3     | 0     | 0              | 0              | 33     | 1      |
| 2023/24 | Olympique Lyon | Ligue 1    | 6          | 0          | 0     | 0     | —              | —              | 6      | 0      |
| 2024/25 | → FC Nantes    | Ligue 1    | 29         | 2          | 2     | 0     | —              | —              | 31     | 2      |
| 2025/26 | FC Nantes      | Ligue 1    | 0          | 0          | 0     | 0     | —              | —              | 0      | 0      |
| Totaal  | Totaal         | Totaal     | 119        | 3          | 7     | 0     | 0              | 0              | 126    | 3      |

Bijgewerkt op 2 juli 2025.